# 克里木·阿勒腾别科夫
克里木·阿勒腾别科维奇·阿勒腾别科夫（俄語：Крым Алтынбекович Алтынбеков，1952年4月20日—），哈萨克斯坦美术家、可移动文物修复专家、“克里木岛”可移动文物科学修复实验室的创始人及主任，哈萨克斯坦美术学院名誉院士。